# Канзас (Оклахома)
Канзас (англ. Kansas) — місто (англ. town) в США, в окрузі Делавер штату Оклахома. Населення — 711 особа (2020).

## Географія
Канзас розташований за координатами 36°12′20″ пн. ш. 94°47′21″ зх. д. / 36.20556° пн. ш. 94.78917° зх. д. (36.205650, -94.789114).  За даними Бюро перепису населення США в 2010 році місто мало площу 4,80 км², уся площа — суходіл.

### Клімат
| Клімат : Канзас       | Клімат : Канзас | Клімат : Канзас | Клімат : Канзас | Клімат : Канзас | Клімат : Канзас | Клімат : Канзас | Клімат : Канзас | Клімат : Канзас | Клімат : Канзас | Клімат : Канзас | Клімат : Канзас | Клімат : Канзас | Клімат : Канзас |
| Показник              | Січ.            | Лют.            | Бер.            | Квіт.           | Трав.           | Черв.           | Лип.            | Серп.           | Вер.            | Жовт.           | Лист.           | Груд.           | Рік             |
| Середній максимум, °C | 8,2             | 11,2            | 16,7            | 22,4            | 25,6            | 29,6            | 32,9            | 32,6            | 28,2            | 22,9            | 15,8            | 9,9             | 21,3            |
| Середній мінімум, °C  | −3,8            | −1,3            | 3,8             | 9,2             | 13,4            | 17,8            | 20,2            | 19,6            | 15,8            | 9,8             | 3,9             | −1,6            | 8,9             |
| Норма опадів, мм      | 56              | 58              | 107             | 109             | 137             | 127             | 66              | 97              | 137             | 104             | 99              | 81              | 1179            |
| --------------------- | --------------- | --------------- | --------------- | --------------- | --------------- | --------------- | --------------- | --------------- | --------------- | --------------- | --------------- | --------------- | --------------- |
| Джерело: weather.com  |                 |                 |                 |                 |                 |                 |                 |                 |                 |                 |                 |                 |                 |

## Демографія
Згідно з переписом 2010 року, у місті мешкали 802 особи в 268 домогосподарствах у складі 207 родин. Густота населення становила 167 осіб/км².  Було 299 помешкань (62/км²).
Расовий склад населення:
| - 50,2 % — корінних американців - 40,0 % — білих - 0,2 % — чорних або афроамериканців |

До двох чи більше рас належало 9,5 %. Частка іспаномовних становила 1,1 % від усіх жителів.
За віковим діапазоном населення розподілялося таким чином: 29,7 % — особи молодші 18 років, 59,2 % — особи у віці 18—64 років, 11,1 % — особи у віці 65 років та старші. Медіана віку мешканця становила 32,3 року. На 100 осіб жіночої статі у місті припадало 88,7 чоловіків;  на 100 жінок у віці від 18 років та старших — 91,8 чоловіків також старших 18 років.
Середній дохід на одне домашнє господарство  становив 52 094 долари США (медіана — 32 446), а середній дохід на одну сім'ю — 55 084 долари (медіана — 36 250). Медіана доходів становила 33 393 долари для чоловіків та 28 750 доларів для жінок. За межею бідності перебувало 26,3 % осіб, у тому числі 38,7 % дітей у віці до 18 років та 12,9 % осіб у віці 65 років та старших.
Цивільне працевлаштоване населення становило 307 осіб. Основні галузі зайнятості: виробництво — 23,8 %, освіта, охорона здоров'я та соціальна допомога — 18,9 %, мистецтво, розваги та відпочинок — 15,6 %.